# Vaccinium subdissitifolium
Vaccinium subdissitifolium är en ljungväxtart som beskrevs av P. F. Stevens. Vaccinium subdissitifolium ingår i Blåbärssläktet, och familjen ljungväxter. Inga underarter finns listade i Catalogue of Life.